# Juan de Orobiogoitia Aguirre
Juan de Lejarcegui Orobiogoitia y Aguirre (1718 - 1794) fue un comerciante español impulsor de la educación y la enseñanza universal y obligatoria.
Juan de Orobigoitia fue un comerciante vasco que emigró a Lima (Perú) donde ejerció de consejero del Tribunal del Consulado de Lima. A su muerte dedicó buena parte de su fortuna en la fundación de una escuela primaria (de "primeras letras") en su pueblo natal, la anteiglesia de Yurreta en Vizcaya, País Vasco (España). A esta escuela debían de acudir obligatoriamente todos los niños y niñas del pueblo y la educación era gratuita. El instituto de Yurreta lleva su nombre.

## Biografía
Juan de Orobigoitia nació en el caserío de Orobiogoitia situado en la cuadrilla o cofradía (barrio rural) de Orobio en la anteiglesia vizcaína de Yurreta en el duranguesado el 13 de septiembre de 1718. Era hijo de Sebastián de Orobiogoitia y de Rosa de Aguirre relacionada con el caserío Aguirre de Goiuria.
Se dedicó al comercio y se trasladó a Lima, capital del Perú, entonces colonia española. Fue consejero del Tribunal del Consulado de Lima. En febrero de 1794 nombró albacea a Juan Bautista de Sarraoa y dio poderes a Pedro Joseph de Angulo. Muere en septiembre y su testamento se abre el 4 de octubre de ese mismo año. 
Juan de Orobiogotia no dejó descendencia y su testamento dispuso importantes cantidades económicas para realizar diferentes acciones en su tierra natal. También expresaba el deseo de ser enterrado en la Cripta de la capilla de Nuestra Señora de Aránzazu de la iglesia de San Francisco en Lima vinculada con la cofradía de Nuestra Señora de Aránzazu fundada en 1612 y de la que formaban parte Vizcaínos, Alaveses, Guipuzcoano, Navarros y de algunas villas de Cantabria.

## El testamento
El legado de Juan de Orobiogoitia fue un importante impulsor de la modernidad de la anteiglesia de Yurreta. En pleno periodo de ilustración la disposición de Juan de Orobiogoitia de legar 4.000 pesos (80.000 reales) con la finalidad de la construcción de una escuela "de primeras letras" de carácter universal (todos los niños y niñas residentes en el municipio en edad de aprender debían de ir sin excepción) supuso un importante impulso cultural a población de Yurreta.
Junto a la partida para la escuela, Orobiogoitia dispuso de otras donaciones para otros estamentos de la tierra de la que era oriundo. Toda la plata la donó a algún estamento de Yurreta, seguramente, a la iglesia parroquial de San Miguel Arcángel, el convento de las Clarisas de la vecina Durango recibió 1000 pesos para su reconstrucción y 6.000 pesos para la fundación de la " Capellanía del Agonizante", institución de corte religioso dedicada a mitigar el sufrimiento a los enfermos moribundos del municipio.

### La escuela
Orobiogoitia dejó en su testamento una cantidad de dinero, 4.000 pesos, y orden para que el mismo se empleara en la fundación de una escuela "de primeras letras" a la que debían de acudir todos los niños y niñas de la localidad. Esta escuela debía de estar bajo la advocación de San Juan de Nepomuceno. El testamento detallaba que un 3% de la cantidad legada debía de ser invertida de forma segura ("en finca o fincas valiosas de la mejor seguridad") para que con sus réditos se pudiera pagar al maestro encargado de la escuela.
El 29 de diciembre del año 1801 se reúnen Pedro Uribe de Salazar, párroco de Yurreta, y el alcalde Pedro Domingo de Orozqueta con el propósito de fundar la escuela, junto a ellos estaba el escribano Joseph de Ercil Uruti y los señores Gastañaza Gogeascoa, Joseph Ignacio y Manuel Maria
de Iturriaga que actuaron como testigos.

otorgan que erigen, establecen, fundan y constituyen desde a hora para siempre jamás una Escuela de primeras letras con la advocación de San Juan Nepomuceno para esta dha Anteiglesia sus vecinos y moradores bajo las condiciones siguientes...

Las condiciones establecían que el maestro debía de ser examinado y aprobado con título "Real de los Señores del Real y Supremo Consejo de Castilla" y dominar las lenguas castellana y vasca. La casa del maestro debía de estar cerca del edificio de la escuela (esta casa sería costeada con parte del dinero legado junto con otra parte proveniente del propio ayuntamiento), la educación sería para todos los niños y niñas de la población, no pudiendo ser discriminado ninguno de ellos, establecía la jornada laboral del maestro detallando el horario e incluso especificaba que días se daría "doctrina cristiana" así como las vacaciones, que sería el maestro quien daría material (tinta y papel) a los estudiantes sin que buscara lucro en ello, los que llevaban el apellido de "Orobiogoitia" no debían de pagar nada por ello, debía de buscar sustituto para sus ausencia, en la escuela debía de haber una imagen de san Juan de Nepomuceno, el sueldo del maestro eran los réditos del 3% invertido una vez descontado los gastos de tinta y papel de los estudiantes de apellido "Orobiogoitia".
El curso comenzó en 1802 bajo la dirección, como maestro, de Juan Pedro de Orezqueta y Uribe Salazar. La escuela se ubicó en el piso de arriba de la llamada "Taberna de Montón" y después, en 1891, se llevó al edificio del ayuntamiento, el que hasta su derribo en 1969 o 1972 se llamó "escuela vieja".
En la década de 1970 se hace cargo el ministerio de educación de la escuela de Yurreta y construye un nuevo edificio bautizado con el nombre de "Arzobispo Maiztegui". A mediados de la década de 1990 se decide la construcción de un centro de enseñanza secundaria dirigido a las localidades de Yurreta, Zaldívar, y Ochandiano así como alguno barrio de Durango. El centro se inaugura el curso  1997/98 y recibe el nombre de Instituto de Enseñanza Secundaria Juan Orobiogoitia.

### La Capellanía del Agonizante
Orobiogoitia legó en su testamento al importante cantidad de 6.000 pesos para el establecimiento del estamento denominado " Capellanía del Agonizante" y destinado, tal y como reza el texto,  a 

- Asistir a los enfermos de Yurreta, sin apartarse de su cabecera, ni de día ni de noche, desde que se le suministrase la extremaunción hasta fallecer, sin que esta ayuda le costara al agonizante ninguna carga.

- Decir misa por sus padres y parientes en la ermita de San Marcos de Orobio en los días de fiesta entre ocho y nueve, desde el día primero de octubre hasta fin de marzo de todos los años, a fin de excursarles por este medio la incomodidad que padecen en el tiempo de invierno en concurrir a la parroquia que está muy distante.

- Al finalo de la misa, enseñar en lengua bascongada las oraciones y principales misterios de la Santa Fé Católica durante media hora o más si fuera necesario.

para ese servicio se debía de disponer de un ecónomo que sería seleccionado por un riguroso orden de preferencia. 
Los 6.000 pesos debían de ser invertidos de forma que rentaran un 3% y así poder dar continuidad en el tiempo al proyecto. El dinero debía estar guardado bajo la vigilancia de los tres patronos que formaban el patronato de la institución y elegían al capellán. Los patronos eran:
1. El cura párroco de la iglesia de San Miguel Arcángel de Yurreta.
2. El fiel síndico de la anteiglesia de Yurreta
3. Un descendiente del caserío de Orobiogoitia.

El 2 de octubre de 1806 se constituye el estamento de la "Capellanía del Agonizante", lo hace el 
Canónigo de la Insigne Iglesia Colegial de Logroño Provisor y Vario General interino del obispo de Calahorra y la Calzada Fermín de Azcorbe. Se edificó un edificio para este servicio, llamado casa del Agonizante u Hospital donde tenía la residencia el ecónomo. Este edificio, derribado en la década de 1940 por la ampliación del camino a Goiuria, era de propiedad municipal (al menos según el censo de 1908) aunque hubo intentos por parte de la iglesia católica para que pasara a su propiedad. La institución se mantuvo, al menos, hasta 1936.
Los capellanes debían de ser elegidos con el siguiente criterio y orden. Primero, un sacerdote ordenado o estudiante de clérigo descendiente del caserío de Orobiogoitia. Segundo, lo mismo del caserío de Aguirre de Goiuria (de donde era su madre). Si ello no era posible, alguien de Yurreta hasta que algún familiar pudiera hacerse cargo de la misma. Los capellanes o ecónomos que rigieron las capellanería fueron:
- 1806-1808 Juan Pedro de Orozqueta.
- 1809-1812 Joseph Antonio de Orobiogoitia.
- 1813-1831 Joseph Antonio de Jerarcegui Orobiogoitia.
- 1832-1873 Diego de Zabala.
- 1873-1897 Jose Leonardo de Amezola y Lejarcegui Orobiogoitia.
- 1898-1900 Demetrio de Arana y Zumarraga.
- 1901-1916 José Alejandro Aguirresacona.
- 1917-1926 Juan Astorquia y Sarobe.
- 1927-1932 Canuto de Unamunzaga.
- 1932-1936 José Antonio de Zamalloa.